# Red Johnson's Chronicles: One Against All
Red Johnson's Chronicles: One Against All est un jeu vidéo d'aventure en pointer-et-cliquer développé et édité par Lexis Numérique, sorti en 2012 sur Windows, PlayStation 3 et Xbox 360. Il fait suite à Metropolis Crimes et Red Johnson's Chronicles.

## Accueil
- Adventure Gamers : 2/5[1]
- Jeuxvideo.com : 15/20[2]